# Dinochloa matmat
Dinochloa matmat là một loài thực vật có hoa trong họ Hòa thảo. Loài này được S.Dransf. & Widjaja mô tả khoa học đầu tiên năm 2000.